# Coryphodon
Coryphodon (výslovnost [koryfodon], z řeckého κορῦφὴ ὀδοὺς, „špičatý zub“) byl rod savců náležející mezi vyhynulé pantodonty, který žil v období paleocénu a eocénu, zhruba před 57 až 46 miliony let. Jeho předchůdcem byla Barylambda a nástupcem Hypercoryphodon. Fosilie koryfodonů byly objeveny v Severní Americe (převážně ve Wyomingu) a v menší míře i v Evropě a východní Asii.

## Popis
Koryfodon patřil k největším savcům své doby, kteří obsazovali ekologické niky uvolněné v důsledku vymírání na konci křídy. Byl vysoký asi metr v kohoutku a na délku měřil 2-2,5 metru, hmotnost byla odhadnuta dle druhu mezi 340 a 700 kilogramy. Způsobem života se podobal hrochům nebo tapírům: byl býložravým obyvatelem lesnatých a bažinatých oblastí, část života pravděpodobně trávil ve vodě. Podle stavby končetin se pohyboval pomalu a těžkopádně, v jeho době ovšem nežil živočich, který by pro dospělé jedince představoval nebezpečí. Jeho mozek vážil pouze 90 gramů, což je nejnižší poměr k velikosti těla u všech známých savců. Měl 44 zubů, samci měli kly.
Pozůstatky koryfodonů byly objeveny také na Ellesmerově ostrově v Arktidě. V paleocénu bylo klima tak teplé, že zelené rostliny mohly existovat i v tak vysokých zeměpisných šířkách, ovšem za polárních nocí shazovaly listy. Jak prokázala analýza zubní skloviny, v tomto období se potrava coryphodonů skládala z větviček, jehličí a hub.

## Druhy
- C. eocaenus (typový druh)
- C. dabuensis
- C. lobatus
- C. oweni
- C. proterus
- C. ryani
- C. radians